# Aprionus acutus
Aprionus acutus är en tvåvingeart som beskrevs av Edwards 1938. Aprionus acutus ingår i släktet Aprionus och familjen gallmyggor. Arten är reproducerande i Sverige. Inga underarter finns listade i Catalogue of Life.